# Marion du Faouët
Marie-Louise Tromel (Porz-en-Haie, 6 mei 1717 - Quimper, 2 augustus 1755) beter bekend als Marion du Faouët of Marie Finefont, is een Franse historische figuur die tegenwoordig soms wordt gezien als ‘de Bretonse Robin Hood’.
Marion du Faouët werd geboren op 6 mei 1717 in het gehucht Porz-en-Haie, vlak bij Faouët, in Bretagne. Ze stond aan het hoofd van een bende struikrovers, de Compagnie Finefont, die zijn activiteiten in de omgeving van Faouët begon in 1743. De bende had het gemunt op met name rijke kooplieden, handelsreizigers en boeren. Een deel van de buit zou zijn verdeeld onder de allerarmsten.
Tromel werd meerdere keren gearresteerd, verbannen en gebrandmerkt, maar wist telkens haar criminele activiteiten terug op te pakken. Uiteindelijk werd ze in 1754 opgepakt in Nantes en enkele maanden later in Quimper ter dood veroordeeld. Ze werd op 2 augustus 1755 opgehangen op de Place Saint-Corentin in Quimper.
Na haar dood werd Tromel meer en meer een legendarische figuur in de Bretonse en Franse cultuur. In diverse steden, waaronder Rennes en Quimper, werden straten naar haar vernoemd. In 1975 schreef de Franse feministische schrijfster Colette Cosnier een toneelstuk met Marion als feministische heldin: Marion du Faouët/La catin aux cheveux rouges. In 1997 werd het leven van Tromel verfilmd in de tweedelige televisieserie Marion du Faouët: Chef des Voleurs. De regie was in handen van Michel Favart, rol van Tromel werd gespeeld door Carole Richert. In 2017 verscheen van de Franse schrijfster Michèle Lesbre Chère brigande, Lettre à Marion du Faouët.